# النجة (دربندرود)
النجة (بالفارسية: النجه) هي قرية تقع في إيران في قسم دربندرود الريفي. يقدر عدد سكانها بـ 117 نسمة بحسب إحصاء 2016.